# Luisa Mattioli
Luisa Mattioli, talvolta accreditata come Maria Luisa Mattioli o Luisa Moore (San Stino di Livenza, 23 marzo 1936 – Zurigo, 5 ottobre 2021), è stata un'attrice italiana, attiva nel cinema italiano e in televisione fra la seconda metà degli anni cinquanta e la prima metà degli anni sessanta.

## Biografia
Fu la terza moglie dell'attore Roger Moore. I due si conobbero all'inizio degli anni sessanta quando lei lo  intervistò per una trasmissione televisiva. Lavorarono insieme nel film peplum Il ratto delle Sabine (1961). Nella "Hollywood sul Tevere" che gravitava attorno agli stabilimenti di Cinecittà e a Via Veneto, la coppia costituì un richiamo notevole per quello che era il momento d'oro della "dolce vita" romana.
A quel tempo Moore era tuttavia ancora sposato con la cantante Dorothy Squires, sua seconda moglie e, sebbene stessero insieme da tempo, solo quando divorziò da questa l'attore poté sposare la Mattioli. Le nozze furono celebrate l'11 aprile 1969 a Londra.
Dal matrimonio nacquero tre figli: Deborah Maria Luisa (nata a Londra nel 1963), attrice in due ruoli minori dei film con James Bond; Geoffrey (nato nel 1966), divenuto attore e produttore cinematografico nonché gestore di un ristorante a Londra; Christian (nato nel 1973), anch'egli produttore. La Mattioli e Moore si separarono nel 1993 per poi divorziare nel 2002.

## Filmografia

### Cinema
- Presentimento, regia di Armando Fizzarotti (1956)
- Ragazzi di Trastevere, regia di Umberto Lenzi - cortometraggio (1956)
- L'angelo delle Alpi, regia di Carlo Campogalliani (1957)
- Napoli, sole mio!, regia di Giorgio Simonelli (1958)
- Serenatella sciuè sciuè, regia di Carlo Campogalliani (1958)
- Mia nonna poliziotto, regia di Steno (1958)
- La notte del grande assalto, regia di Giuseppe Maria Scotese (1959)
- A noi piace freddo...!, regia di Steno (1960)
- La spada dell'Islam (Wa Islamah), regia di Enrico Bomba (1961)
- Il ratto delle sabine, regia di Richard Pottier (1961)
- Un branco di vigliacchi, regia di Fabrizio Taglioni (1962)
- Diciottenni al sole, regia di Camillo Mastrocinque (1962)
- Quel nostro impossibile amore (La bella Lola), regia di Alfonso Balcázar (1962)
- Bikini pericolosi (Le Roi du village), regia di Henri Gruel (1963)

### Televisione
- La spada di Damocle, regia di Vittorio Cottafavi - film TV (1958)
- Ottocento - miniserie TV, episodio 1x01 (1959)
- Giallo club. Invito al poliziesco - serie TV, episodio 2x01 (1960)
- Il caso Maurizius - miniserie TV, episodi 1x03-1x04 (1961)